# Harald Freiherr von Elverfeldt
Harald Freiherr von Elverfeldt (6 de febrero de 1900 - 6 de marzo de 1945) fue un general en la Wehrmacht de la Alemania Nazi durante la II Guerra Mundial quien comandó la 9.ª División Panzer. Se le concedió la Cruz de Caballero de la Cruz de Hierro con Hojas de Roble.
A lo largo de 1942 y principios de 1943, Elverfeldt participó en varias operaciones de seguridad de la retaguardia en Bielorrusia, la Operación Eisvogel  y la Operación Zigeunerbaron (Operación Barón Gitano). En septiembre de 1943 fue promovido al rango de Generalmajor y sirvió en Crimea. En septiembre de 1944, después de que la 9.ª División Panzer hubiera luchado en Normandía, Harald von Elverfeldt recibió el mando de la división y la comandó hasta el 28 de diciembre de 1944, y después de nuevo en febrero de 1945 hasta que murió en combate en marzo de 1945 mientras defendía Colonia. A Elverfeldt se le concedió la Cruz de Caballero de la Cruz de Hierro el 9 de diciembre de 1944, y recibió póstumamente las Hojas de Roble el 23 de marzo de 1945, junto con la promoción a Generalleutnant.

## Condecoraciones
- Cruz de Hierro (1914) 2ª Clase (17 de abril de 1919)[1][2]
- Cruz de Honor de la Guerra Mundial 1914/1918 (21 de diciembre de 1934)[2]
- Broche de la Cruz de Hierro (1939) 2ª Clase (29 de septiembre de 1939) & 1ª Clase (8 de octubre de 1939)[2]
- Cruz Alemana en Oro el 16 de marzo de 1942 como Oberstleutnant im Generalstab (en el Estado Mayor General) del General-Kommando LVI. Armeekorps[3]
- Cruz de Caballero de la Cruz de Hierro con Hojas de Roble
  - Cruz de Caballero el 9 de diciembre de 1944 como Generalmajor y jefe de la 9.ª División Panzer[4]
  - 801.ª Hojas de Roble el 23 de marzo de 1945 como Generalleutnant y comandante de la 9.ª división Panzer[4]